# Ardisia sonchifolia
Ardisia sonchifolia é uma espécie de planta da família Myrsinaceae. É endêmica da Índia.